# Ueno (Mie)
Ueno (em kanji: 上野) foi uma cidade localizada na prefeitura de Mie, Japão. A cidade foi fundada a 10 de setembro de 1941 e fundida a 1 de novembro de 2004 com a antiga vila de Iga, as vila de Ayama, Ôyamada e Shimagahara (todas do distrito de Ayama) e com a vila de Aoyama, do distrido de Naga, para formar a nova cidade de Iga.
A sua população em 2003 estava estimada em cerca de 61,753 e a sua densidade populacional em 316,26 pessoas por km². A sua área total era de 195,26 km².
Ueno é a localização do Castelo de Iga Ueno e do Museu Ninja de Iga-ryū.